# Preußische S 1
Die Gattung S 1 der Preußischen Staatseisenbahnen waren Schnellzuglokomotiven mit der Achsfolge 1B. Es hat drei Bauarten davon gegeben. Die älteste waren die sogenannten Durchbrenner der Köln-Mindener Eisenbahn-Gesellschaft, die zwischen 1871 und 1874 in 30 Exemplaren gebaut worden war. Drei Lokomotiven davon erhielten 1906 noch die Bezeichnung S 1 Hannover 34–36. Die anderen beiden Bauarten sind hier beschrieben.

## Verbundausführung der Bauart Hannover

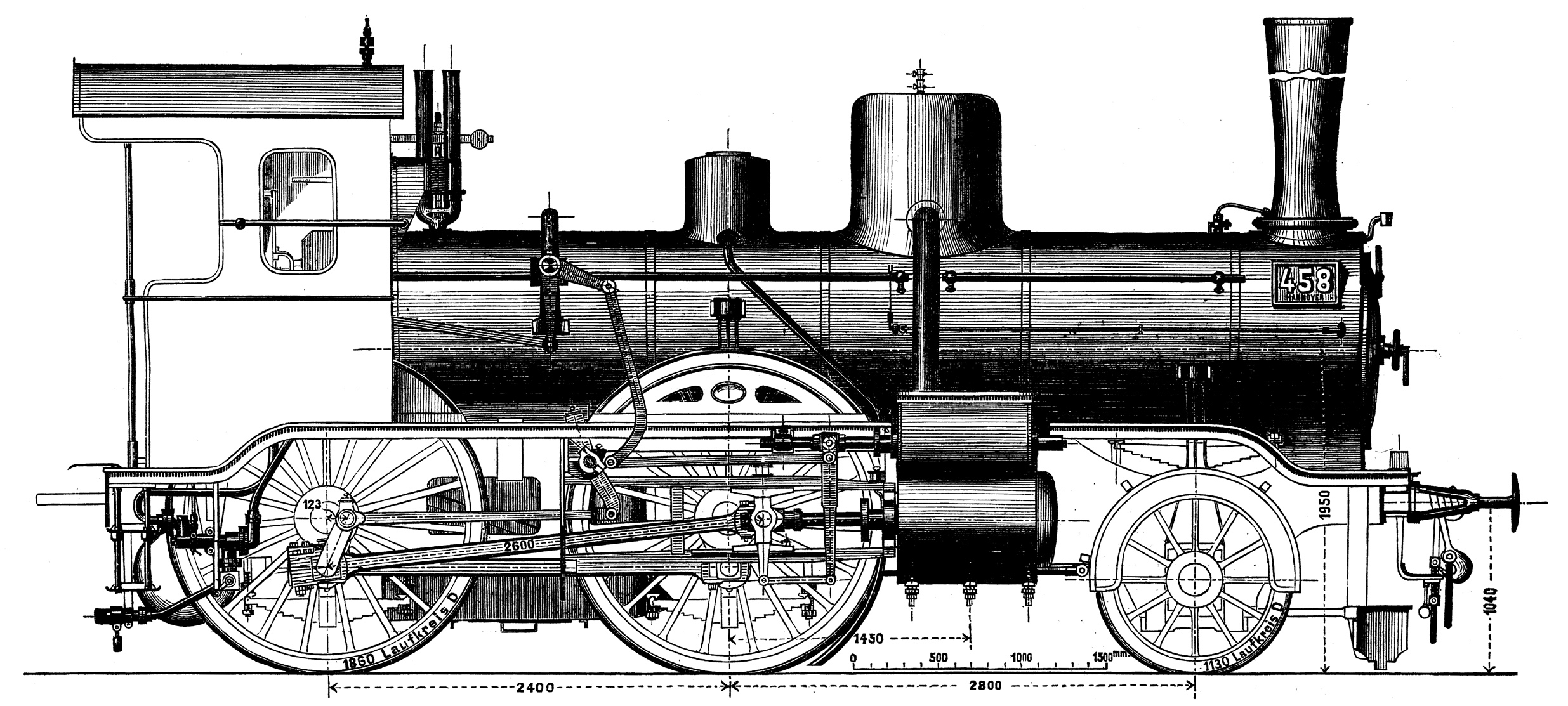
Konstruktionszeichnung der S 1 Bauart Hannover

Die erste Serie der S 1 war 1884 die erste Verbundmaschine für den Schnellzugverkehr, die für die Preußischen Staatseisenbahnen hergestellt wurde. Die Zylinder, welche die zweite Kuppelachse antrieben, waren zwischen der Führungsachse und der ersten Kuppelachse angeordnet. Aufgrund dieser Anordnung hatten die Maschinen einen sehr ruhigen Lauf. Bei den meisten anderen deutschen 1'B-Lokomotiven (z. B. der Sächsischen III) befanden sich die Zylinder dagegen vor dem Laufradsatz. Es wurden von dieser Bauart insgesamt 14 Lokomotiven in den Jahren 1884 bis 1887 von Hanomag und Henschel gebaut.
Der Vorteil der Verbundbauweise war die Brennstoffeinsparung. So verbrauchten diese Fahrzeuge rund 15 % weniger als vergleichbare Zwillingslokomotiven. Allerdings hatten die Verbundmaschinen anfangs bauartbedingte Anfahrtsschwierigkeiten, so dass wohl auch deswegen der Weiterbau der Verbund-S 1 unterblieb. Aus diesem Typ der S 1 entwickelte man später die P 3.2, welche sehr viele Ähnlichkeiten in der Konstruktion aufwies.
Die Lokomotiven wurden alle in der Direktion Hannover eingesetzt. Als sie später für den Schnellzugverkehr zu schwach wurden, erfolgte der Einsatz auch im Personenverkehr. Die meisten Loks wurden bis 1914 ausgemustert, wenige blieben noch bis 1922 im Bestand.
Die Fahrzeuge waren mit einem Schlepptender der Bauart 3  T 12 ausgestattet.

## Normalbauart
Von der Normalbauart der S 1 wurden in den Jahren von 1885 bis 1898 insgesamt 261 Exemplare gebaut. Sie wurden auch in die preußischen Normalien aufgenommen. Dieser Lokomotivtyp war aus den Personenzuglokomotiven der Gattungen P 2 und P 3.1 entwickelt worden und war für den Schnellzugverkehr auf langen, geraden Strecken wie zum Beispiel Berlin–Stendal–Lehrte gedacht. Im Gegensatz zum anderen Typ der S 1 war hier wieder die vordere Laufachse hinter dem Zylinder angeordnet und man hatte auf die Verbundausführung verzichtet. Bei der Berlin-Hamburger Bahn zogen sie Reisezüge von 171 Tonnen Gewicht mit einer Geschwindigkeit von 80 km/h. Mit dem Erscheinen stärkerer Lokomotiven wurden sie in den Personenzugdienst verdrängt. Die Direktion Essen stufte ihre drei Lokomotiven daher als P 3 ein.
Von der Deutschen Reichsbahn sollten laut einem vorläufigen Umzeichnungsplan noch vier mit den Nummern 12 7001–7004 übernommen werden; dazu ist es jedoch nicht mehr gekommen, da sie bis 1925 ausgemustert wurden. Die meisten Lokomotiven waren schon gegen Ende des Ersten Weltkrieges ausgemustert worden.
Die polnischen Staatsbahnen Polskie Koleje Państwowe (PKP) übernahmen nach dem Ersten Weltkrieg noch vierzehn Lokomotiven der Baujahre 1890 bis 1895. Die vergleichsweise leichten und schwachen Maschinen wurden noch für kurze Zeit im niederen Personenzugdienst eingesetzt. Im 1922 eingeführten Bezeichnungsschema war noch die Baureihe Pc1 für sie vorgesehen, aber es ist nicht sicher, dass die Lokomotiven noch umgezeichnet wurden, da die offizielle Typenliste des polnischen Verkehrsministeriums von 1927 diese Reihe nicht enthält. Nach manchen Quellen standen die letzten drei Lokomotiven bis 1931 im Dienst, was jedoch unwahrscheinlich ist.
Die litauische Staatsbahn Lietuvos Geležinkeliai (LG) übernahm eine Lokomotive, die als Baureihe K1 (auch als J1 geführt) mit der Nummer 901 eingereiht wurde.
Auch die Fahrzeuge der zweiten Serie waren mit einem Schlepptender der Bauart 3 T 12 (in Polen als 12C11 eingereiht) ausgestattet.